# Pioggia (Leon Faun)
Pioggia è un singolo del rapper italiano Leon Faun pubblicato il 25 maggio 2022 come primo ed unico estratto dalla riedizione digitale del primo album in studio C'era una volta.

## Video musicale
Pubblicato nello stesso giorno in cui è stato rilasciato il singolo, è stato diretto da The Hills.

## Tracce
Testi di Leon de la Vallée, musiche di Alessio Marullo.
1. Pioggia – 2:47